# كهوف الراكون الجبلية
كهوف الراكون الجبلية (بالإنجليزية: Raccoon Mountain Caverns)‏؛ هي مجموعة من الكهوف التي تقع في مقاطعة هاميلتون في الولايات المتحدة.

## السياحة
تعد «كهوف الراكون الجبلية» إحدى مواقع الجذب السياحي في مقاطعة هاميلتون في ولاية تينيسي الأمريكية.